# Savills Fund Management
Die Savills Fund Management GmbH und Savills Fund Management Holding AG mit Sitz in Frankfurt am Main ist das Immobilien- und Wertpapier-Investmenthaus der Savills plc. 

## Geschichte

### BfG
Im Jahr 1978 wird die Kapitalanlagegesellschaft für Wertpapiere unter dem Namen BfG Invest als Tochtergesellschaft der Bank für Gemeinwirtschaft gegründet. Die BfG, die bisher ADIG-Fonds vertrieb, wird wichtigster Absatzkanal der neuen BfG-Fonds. Mit dem Einstieg der AachenMünchener in die BfG im Jahr kamen als weitere Vertriebskanäle die Gesellschaften der Aachener-Münchener-Gruppe, insbesondere die DVAG hinzu.
Mit dem „Luxinvest Securarent“ (heute „SEB Luxinvest ÖkoRent“) bringt die Luxemburger Tochtergesellschaft der BfG Invest im Jahr 1989 den ersten deutschen Öko-Fonds auf den Markt.
Im Jahr 1988 wird zum Zwecke der Auflegung von Grundstückssondervermögen die BfG Immobilien-Investment GmbH gegründet. Diese legt 1989 den Offenen Immobilienfonds BfG ImmoInvest (heute: SEB ImmoInvest) auf. Dieses Flaggschiff der SEB Invest verwaltet 7 Mrd. € und verfügt über einen Marktanteil in Deutschland von 6,5 %, was den Gesamtmarktanteil der SEB Invest von ca. 1 % deutlich übersteigt. Im Rahmen der Krise der offenen Immobilienfonds in Deutschland musste der Fonds zwei Mal geschlossen werden. Am 7. Mai 2012 wurde die Abwicklung des Fonds beschlossen. 
1997 wird die SEB Invest Pionier in der Auflegung einer Garantiefondsfamilie.

### SEB
Mit dem Kauf der BfG-Gruppe durch die SEB ändern beide Kapitalanlagegesellschaften ihren Namen. Die SEB Asset Management AG mit Sitz in Frankfurt am Main war nun das Immobilien- und Wertpapier-Investmenthaus des schwedischen SEB-Konzerns in Deutschland. 
Die Tochtergesellschaft ist Teil der Konzerndivision „Wealth Management“ mit rund 1.000 Mitarbeitern und verwaltet Vermögen von rund 132 Milliarden Euro per 31. Dezember 2011.
Seit Juni 2008 fasst die SEB Asset Management AG ihr Immobilien- und Wertpapiergeschäft in einer Kapitalanlagegesellschaft (KAG), der SEB Investment GmbH, zusammen. Diese ist aus den zwei früheren KAGs SEB Immobilien-Investment GmbH und SEB Invest GmbH entstanden. 
Nach einer Statistik des BVI Bundesverband Investment und Asset Management e. V. (BVI) verwaltet die SEB-Gruppe per Ende Dezember 2011 67 Wertpapier- und 3 Offene Immobilien-Publikumsfonds. Neben diesen Retailfonds für Privatanleger managt die Gesellschaft auch 25 Wertpapier-Spezialfonds und 4 Offene Immobilien-Spezialfonds für institutionelle Großanleger.
2005 wird die SEB Asset Management AG gegründet, eine 100%ige Tochter der SEB AG Deutschland, in die 2006 die SEB Immobilien-Investment GmbH und SEB Invest GmbH als Tochtergesellschaft eingebracht wird. 2008 entsteht die SEB Investment GmbH, KAG der SEB Asset Management AG durch die Fusion der SEB Immobilien-Investment GmbH und SEB Invest GmbH.
Im Mai 2012 musste die SEB Asset Management den Offenen Immobilienfonds „SEB ImmoInvest“ schließen. Er findet sich bis dato in Auflösung. Das Fondsvolumen umfasste bei Schließung ca. 6 Milliarden Euro. Im Jahr 2015 verkaufte die SEB ihre Tochtergesellschaft SEB Asset Management AG, inklusive deren wesentlicher Beteiligung SEB Investment GmbH, an Savills plc.